# Song for Sophie
Song for Sophie è il terzo singolo della cantante danese Aura Dione. È stato pubblicato in Danimarca nel 2008 e in Germania nell'aprile 2010.

## Classifiche
| Classifica (2008/2010) | Posizione massima |
| ---------------------- | ----------------- |
| Austria                | 18                |
| Danimarca              | 16                |
| Europa                 | 49                |
| Germania               | 12                |
| Slovacchia             | 83                |
| Svizzera               | 68                |